# Секељи
Секељи (мађ. Székely; рум. Secui) су етничка група Мађара која живи у данашњој Румунији, на истоку и југоистоку Трансилваније, највише их има у окрузима Харгита, Ковасна и Муреш. Само име овог народа се први пут налази у документима из 11. века и то на латинском Сикул ("Sicul"), док мађарска форма имена Секељ се спомиње први пут 1334. године у документима који описују одбрану источног дела тадашње Краљевине Угарске.

## Популација
Укупан број Секеља, популација, варира од извора до извора. Румунски званични извор говори о 670.000 Секеља, а други извор, исто званични румунски,  попис из 2011. године наводи бројку од 680.000. на страници Демократског савеза Мађара у Румунији. Задња промена 16. јула 2006.</ref>, мађарски извори говоре о бројци од 1.700.000 (а са овом бројком су у ствари обухваћени сви Мађари у Трансилванији а не само Секељи). Међутим истина је као и увек негде сакривена у средини а бројке служе сврси. Бројка од 670 хиљада је тачна ако се рачунају Секељи који живе на територији која се некада звала Земља Секеља (мађ. Székelyföld) a данас су то окрузи Харгита, Ковасна и Муреш. У окрузима Харгита и Ковасна они чине већину становништва - Харгита (85%), Ковасна (74%). Секељи такође живе у подручју између градова Брашов (Braşov) и Сибињ (Sibiu).
Румунски правни систем не признаје Секеље, већ их на пописима убраја у Мађаре, а у Мађарској се спомињу као трансилванијски Мађари, са тим да у оквиру те популације постоје и Секељи као посебна заједница.
Ако се узима у обзир укупан број Секеља у целој Трансилванији, Мађарској и осталим местима која су историјски позната као места исељавања Секеља (Србија, Канада, Бразил, Сједињене Америчке Државе) бројка би се могла можда приближити броју од милион Секеља у свету. Тако да се може са сигурношћу рећи да нема тачног податка, само процене.
По попису из 2002. године највише Секеља у Румунији има у окрузима Харгита, Ковасна и Муреш:
| Локација | Укупно Секеља | % у округу |
| -------- | ------------- | ---------- |
| Харгита  | 275.841       | 84,61%     |
| Ковасна  | 164.055       | 73,81%     |
| Муреш    | 200.000       | 39,26%     |
| Брашов   | 40.000        | ...        |
| Остатак  | 50.000        | ...        |
| У свету  | 100.000       | ...        |
| Укупно   | 829.896       | ...        |

У данашњој Трансилванији од укупног броја Мађара, Секељи чине 40% популације

## Историја

### Усмена предања
У старим хроникама и у културној баштини Секеља стоји предање да су Секељи потомци Атилиних Хуна. Њих је по предању Атилин син крељевић Чаба, после очеве смрти, довео на место данашњег живљења, и по томе је и тај део добио назив Земља Секеља. Тачније то одредишно место се зове Чигле Поље (мађ. Csigle-mező).
У Анонимусу, документу на латинском, Кеза Шимон је у делу у коме је говорио о секељима написао (цитирам превод): " Секељи, који су првобитно били Атилин народ, су остали на Чигле Пољу и тамо себе нису звали Хунима већ Секељима“.

### Предања повезана са чињеницама
Секељи су у прошлости сматрани за посебан народ и чињеница је да су се придружили Мађарима када су они дошли на просторе Карпата и Панонске низије и основали своју краљевину.
По томе се може рећи да на просторима Трансилваније живе две групације које говоре мађарски језик: Секељи, који су потомци Хуна из 453. године, и Мађари, који су дошли на ове просторе под вођством Арпада 894. године. Трећа групација која има додира са Секељима, а исто говори мађарски језик јесу Чанго (мађ. Csángók), али њих највише има у Молдавији.
Припадност Секеља Хунима је први пут доведена у питање током 18. века, када је у тим монархистичким било срамота причати да си потомак азијских варвара и није одговарало тадашњој Мађарској државној политици. По једној мађарској теорији, Секељи су мађарско племе које је остало изоловано у планинама и тако развило посебан идентитет.
После тога је у 19. веку наишла румунизација данашње Трансилваније и нове теорије ко је, где и када био током историје, тако да је само постојање Секеља била кочница за развијање. По неким румунским историчарима, Секељи имају неко страно порекло (не мађарско), па иду чак и дотле да помињу и румунско порекло.
Ако Секељи нису мађарско-хунског порекла, постављају се питања: ”Како то да су Секељи одувек говорили мађарски (доказ за то је ровашко писмо које, када се чита, добија се старомађарски), одакле Секељима Секељ капија (мађ. Székelykapu), Копја (мађ. kopjafa), Ровашко писмо (мађ. Székely rovásírás), култура и традиција коју гаје и дан-данас и чини их јединственим у свом окружењу?“ То су све питања која треба поставити разним теоретичарима и политичарима, а то су и одговори свакоме ко се мало пажљивије баци на проучавање и значење истих.
У сваком случају, данас је чињеница да Секељи постоје и да живе на просторима који они зову Земља Секеља, а државе долазе и пролазе.

### Средњи век
Од оснивања мађарске државе па до турских освајања у 16. веку, Секељи су имали пуну аутономију као независни фактор који управља својом судбином у Краљевини Мађарској у оквиру својих седишта у Ердељу. Секељи су уживали племићке привилегије и све остале привилегије у краљевини као део оснивачке популације и били су изузети од плаћања пореза краљу, то се и званично признавало у документима када се писало о њима као о Нацији Секеља (лат. Natio Siculorum). Најстарији извори о овоме се могу наћи у документима из 13. века.
Још једна интересантна чињеница је да су се све мађарске административне јединице звале вармеђе (мађ: vármegyék), што би у буквалном преводу значило дворац, замак, тврђава са околином, а у то време то су били градови−тврђаве са околином, а административна основа Секеља је био Сек (мађ: szék), што у преводу значи столица или седиште.
Секељи су имали 7 седишта:
- Чиксек (Csík−szék)
- Удвархељсек (Udvarhely−szék)
- Марошсек (Maros−szék)
- Арањосек (Aranyosszék) и
- Харомсек (Három−szék)који се састојао из три подседишта Кезди, Орбаи и Шепшисек (Kézdiszék, Orbaiszék and Sepsiszék).

Пошто су Секељи били дужни да у случају рата дају одређени број војника, у оквиру војне реформе 1241. године била је направљена подела Секеља у три категорије, по којој су после и добијали племићке заслуге и олакшице (libertas Siculorum'):
- Вође или прваци (előkelők) − најповлаштенија класа, племићи
- Коњаници (lófők) − цењени ратници, угледни прваци
- Сељаци (gyalogok) − пешадија, која је исто имала привилегије неплаћања пореза

### Губљење привилегија
До 15. века Секељи су уживали аутономију на својој земљи а 1437. године због опасности са истока су склопили савез са Трансилванијским Мађарима и Сасима и ушли у Унију трију нација (Unio trium nationum) која је владала Трансилванијом, тада још Ердељом.
Турско освајање источне Европе у 16. веку је довело одвајања од Мађарске и до полувазалног статуса Трансилваније у односу на Османско царство, када је и основана Ердељска Кнежевина (мађ. Erdélyi Fejedelemség). У току постојања кнежевине и покушаја спровођења неких реформи и укидања повластица које су имали, дошло је и до првог устанка незадовољних Секеља 1562. године. Као последица сталних сукоба са тадашњом угарском владајућом страном, приликом напада румунског војводе (владара дела Молдавије до 1600, Ердеља од 1599. до 1600. године и Валачие (Valachia)− Земља Влаха, 1593. − 1601) Витеза Михајла (рум. Mihai Viteazul), Секељи су стали на његову страну и помогли му да оствари своје циљеве.
После пораза Турака и поновног потпадања под аустријску власт, Трансилванија је изгубила и то мало аутономије које је имала под Турцима. Приликом поновног преуређења војске и увођења присилне мобилизације од стране Марије Терезије, Секељи су одбили послушност што је резултовало одмаздом и крвопролићем у Мадефалви 7. јануара 1764. године, где је побијено неколико стотине Секеља и довело је до велике сеобе становништва у Молдавију па после у Буковину. На крају из Буковине 1883. године је почело пресељавање у Војводину (Скореновац, Иваново (Србија) и Војловица) и Мађарску. Тај догађај је постао познат у историји Секеља као крвопролиће у Мадефалви.
За време мађарске револуције 1848. године, Секељи су стали на страну (цитат):своје мађарске браће против Трансилванијских Румуна и Саса.
Касније 1867. године Трансилванија је припојена опет мађарској али су Секељи изгубили своју аутономију и све привилегије и уместо бивших 7 седишта наметнуто им је да имају 4 округа.
Ове измене су биле важеће све до распада Аустро−Угарске Монархије и тријанонског мировног уговора из 1920. године

### Секељи у 20. веку
- 1920. − Трианонским уговором Трансилванија је додељена Румунији.
- 1940. − Бечким уговором враћена Мађарској
- 1945. − Поново део Румуније
- 1947. − Париским уговором потврђен статус
- 1952. − Основана Мађарска аутономна покрајина у Румунији од стране комуниста, Ђорђи Деж
- 1960. − Модификовање Мађарске аутономне покрајине, и смањивање броја Мађара у истој
- 1968. − Нова административна подела Румуније и укидање Мађарске аутономне покрајине

## Језик и култура

### Језик
Секељи говоре мађарским језиком или како се још спомиње као секељски дијалекат (мађ. székely nyelvjárás). Са овим дијалектом се служи већина Секеља, док лингвисти праве поделу на источни и западни дијалекат. Источни захвата пределе Чик, Харомсек и Седам села, док западни дијалекат се говори у околини Удвархеља. Исто тако се мора рећи да је направљена и трећа група која обухвата Секеље и Чанго−Мађаре у Молдавији која већ има битније разлике и третира се као посебан дијалекат мађарског језика. Сви ови дијалекти су интересантни за лингвисте због својих особености и сачуваног архаизма, повезаности са старомађарским.

### Традиција
- Секељ капија (мађ: székelykapu)
- Копја (мађ: kopjafa)
- Ровашко писмо (мађ: székely rovásírás)
- Предање да Секељи потичу од Хуна
- Најважнији споменици секељске културе налазе се у музеју секељског народа у Светом Ђорђу (рум: Sfântu Gheorghe)

### Религија
Секељи су већином католици, а има и калвиниста и унијата. Највише католика има у областима Чик, Ђерђо, Касон, Удвархељ и Кездисек; унијата у областима Удвархеља, Шепши и Арањошсек; а евангелиста у областима Марошсек, Орбаисек, Арањошсек, Удвархељ и Харомсек.
- Етничка мапа земље Секеља (жупаније Муреш, Харгита и Ковасна) у Румунији, попис из 1992. године.
- Етничка мапа земље Секеља (жупаније Муреш, Харгита и Ковасна) у Румунији, попис из 2002. године.
- Етничка мапа земље Секеља (жупаније Муреш, Харгита и Ковасна) у Румунији, попис из 2011. године.

## Познати Секељи
- Маришка Харгитај - (по оцу) америчка глумица
- Јулија Бисак

## Белешке
1. ↑  Њих 532 се изјаснило као Секељи, а не као Мађари на попису становништва у Румунији 2011.[1]